# Elizabet Tursynbaeva
Elizabet Tursynbaeva (in kazako Элизабет Тұрсынбаева?; Mosca, 14 febbraio 2000) è una pattinatrice artistica su ghiaccio kazaka.

## Biografia
Nata a Mosca, in Russia, da genitori di origine kazaka, Tursynbaeva ha iniziato a pattinare all'età di cinque anni seguendo le orme del fratello Timur, anch'egli pattinatore artistico. Nella categoria novizi, ha cominciato a gareggiare a livello internazionale nell'aprile 2013 partecipando alla Rooster Cup.
Dopo essere giunta nel 2013 al 13º posto ai campionati russi juniores, ha deciso di continuare a rappresentare il Kazakistan senza avere collezionato a livello internazionale alcuna esperienza con la Russia. Prima dell'inizio della stagione 2013-14 si è trasferita a Toronto, in Canada, per allenarsi con Brian Orser e Tracy Wilson. Al suo debutto al Grand Prix juniores, avvenuto a Minsk nel settembre 2013, ha vinto la medaglia d'argento. Nel marzo 2014 ha disputato pure i suoi primi Mondiali juniores classificandosi undicesima.
Durante la stagione 2015-16 Tursynbaeva ha iniziato a competere a livello senior. Alle Olimpiadi giovanili di Lillehammer 2016 ha vinto la medaglia di bronzo dietro le russe Marija Sotskova e Polina Curskaja. Ai Mondiali di Boston 2016 ha concluso al 12º posto e l'anno seguente, a Gangneung, ha preso parte pure ai suoi primi Campionati dei Quattro continenti terminando in ottava posizione, dopo essere stata terza nel corso del programma corto. Tursynbaeva ha vinto la medaglia di bronzo ai Giochi asiatici di Sapporo 2017, giungendo al terzo posto dietro la cinese Li Zijun e la sudcoreana Choi Da-bin.
Elizabet Tursynbaeva ha partecipato alle Olimpiadi di Pyeongchang 2018 ottenendo il 12º posto nel singolo femminile. Ma a portarla sulla ribalta internazionale è la stagione successiva, con due medaglie d'argento conquistate ai Campionati dei Quattro continenti e ai Campionati mondiali. Nel febbraio 2019 ad Anaheim, negli Stati Uniti d'America, grazie al programma libero riesce a scalare quattro posizioni terminando al secondo posto ai Campionati dei Quattro continenti, dietro la giapponese Rika Kihira e davanti l'altra giapponese Mai Mihara. Questa ha rappresentato la seconda storica medaglia d'argento ottenuta dal Kazakistan in questa competizione, prima medaglia vinta in assoluto da una donna, dopo l'oro guadagnato da Denïs Ten nel 2015. Stabilisce un altro primato ai Mondiali di Saitama 2019, diventando la prima donna a completare correttamente un quadruplo salchow nella storia dei campionati, e vince la medaglia d'argento dietro la russa Alina Zagitova e davanti l'altra russa Evgenija Medvedeva. Ottiene inoltre un altro secondo posto alle Universiadi di Krasnojarsk 2019.

## Palmarès

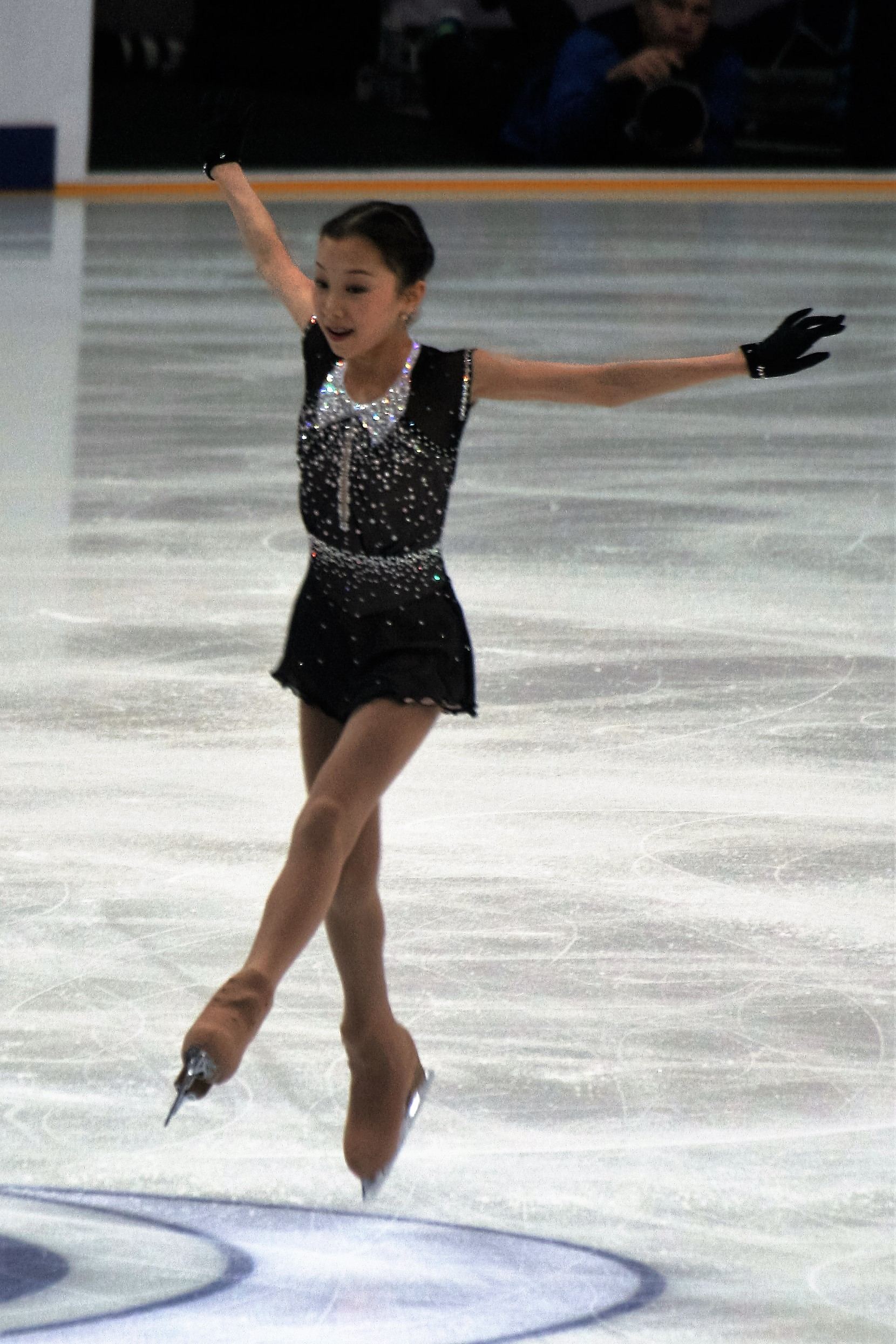
Elizabet Tursynbaeva durante la Rostelecom Cup 2016

| Giochi olimpici |     |     |    |             |    | 12ª |    |    |  |   |
| Campionati mondiali |     |     |    | 12ª         | 9ª | 11ª | 2ª |    |  |   |
| Campionati dei Quattro continenti                                                                                              |     |     |    |             | 8ª | 12ª | 2ª |    |  |   |
| GP Cup of China |     |     |    |             |    |     |    | R  |  |   |
| GP Francia |     |     |    |             |    | 5ª  |    |    |  |   |
| GP NHK Trophy |     |     |    |             | 8ª |     |    |    |  |   |
| GP Rostelecom Cup |     |     |    |             | 5ª | 8ª  | 6ª | R  |  | R |
| GP Skate America |     |     |    | 4ª          |    |     |    | R  |  |   |
| GP Skate Canada |     |     |    | 7ª          |    |     | 5ª |    |  |   |
| CS Autumn Classic |     |     |    |             | 3ª | 3ª  |    |    |  |   |
| CS Finlandia Trophy |     |     |    |             |    |     | 2ª |    |  |   |
| CS Golden Spin |     |     |    | 2ª          |    |     |    |    |  |   |
| CS Ice Star |     |     |    |             |    | 1ª  |    |    |  |   |
| CS Lombardia Trophy |     |     |    |             |    |     |    | R  |  |   |
| CS Ondrej Nepela |     |     |    |             |    |     | 2ª |    |  |   |
| CS Tallinn Trophy |     |     |    | 2ª          |    |     |    |    |  |   |
| CS U.S. Classic |     |     |    | 2ª          | 7ª |     |    |    |  |   |
| Giochi asiatici |     |     |    |             | 3ª |     |    |    |  |   |
| Autumn Classic |     |     |    | 1ª          |    |     |    |    |  |   |
| Shangai Trophy |     |     |    |             |    | 2ª  |    | 2ª |  |   |
| Universiadi |     |     |    |             |    |     | 2ª |    |  |   |
| Internazionali: categoria Junior                                                                                               |     |     |    |             |    |     |    |    |  |   |
| Campionati mondiali |     | 11ª | 4ª | 5ª          | R  |     |    |    |  |   |
| Giochi olimpici giovanili |     |     |    | 3ª          |    |     |    |    |  |   |
| JGP Bielorussia |     | 2ª  |    |             |    |     |    |    |  |   |
| JGP Estonia |     | 5ª  |    |             |    |     |    |    |  |   |
| JGP Germania |     |     | 2ª |             |    |     |    |    |  |   |
| JPG Giappone |     |     | 3ª |             |    |     |    |    |  |   |
| Coppa di Nizza |     |     | 1ª |             |    |     |    |    |  |   |
| Gardena Spring Trophy |     | 1ª  |    |             |    |     |    |    |  |   |
| Mentor Toruń Cup |     |     | 1ª |             |    |     |    |    |  |   |
| Merano Cup |     |     | 1ª |             |    |     |    |    |  |   |
| New Year's Cup |     | 1ª  |    |             |    |     |    |    |  |   |
| NRW Trophy |     |     | 1ª |             |    |     |    |    |  |   |
| Triglav Trophy |     | 1ª  |    |             |    |     |    |    |  |   |
| Nazionali |     |     |    |             |    |     |    |    |  |   |
| Campionati kazaki |     |     | 1ª | 1ª          | 1ª |     |    |    |  |   |
| Campionati russi juniores | 13ª |     |    |             |    |     |    |    |  |   |
| Team events |     |     |    |             |    |     |    |    |  |   |
| Team Challenge Cup |     |     |    | 3ª T (6ª P) |    |     |    |    |  |   |
| CS = Challenger Series; GP = Grand Prix; JGP = Junior Grand Prix; T = risultato squadra; P = risultato personale; R = Ritirata |     |     |    |             |    |     |    |    |  |   |